# Opel Insignia
O Insignia é um modelo de porte médio da Opel, produzido desde 2008 em substituição ao Vectra em virtude das baixas vendas. No Reino Unido é vendido sob a marca Vauxhall, e como Buick Regal na China. Há planos de vendê-lo na Austrália e na Nova Zelandia sob a marca Holden.
O Insignia foi votado como o Carro Europeu do Ano 2009 pela imprensa automobilística europeia, batendo o Ford Fiesta por apenas um voto de diferença.
Há também um modelo carrinha do Insignia, o Sports Tourer.

## Galeria

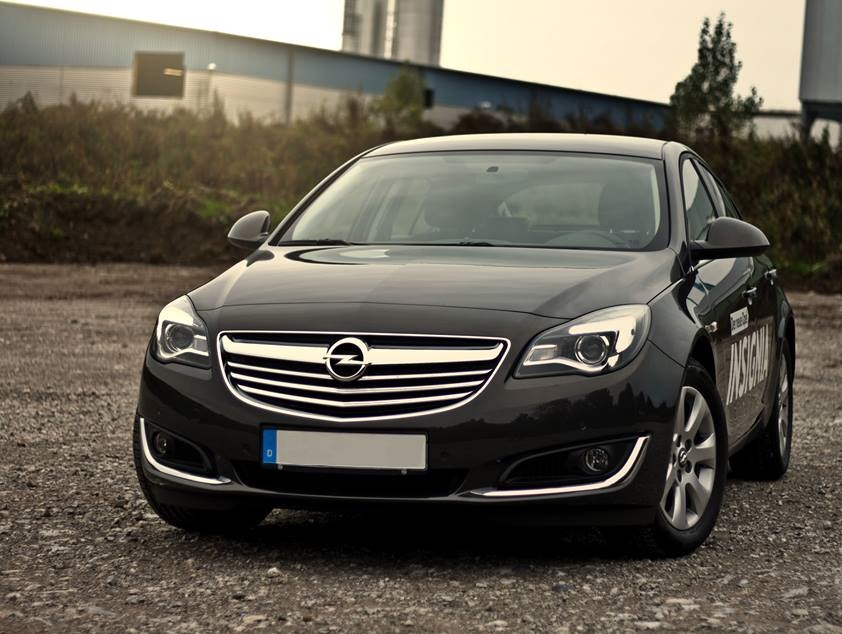
Opel Insignia 1ª Geração
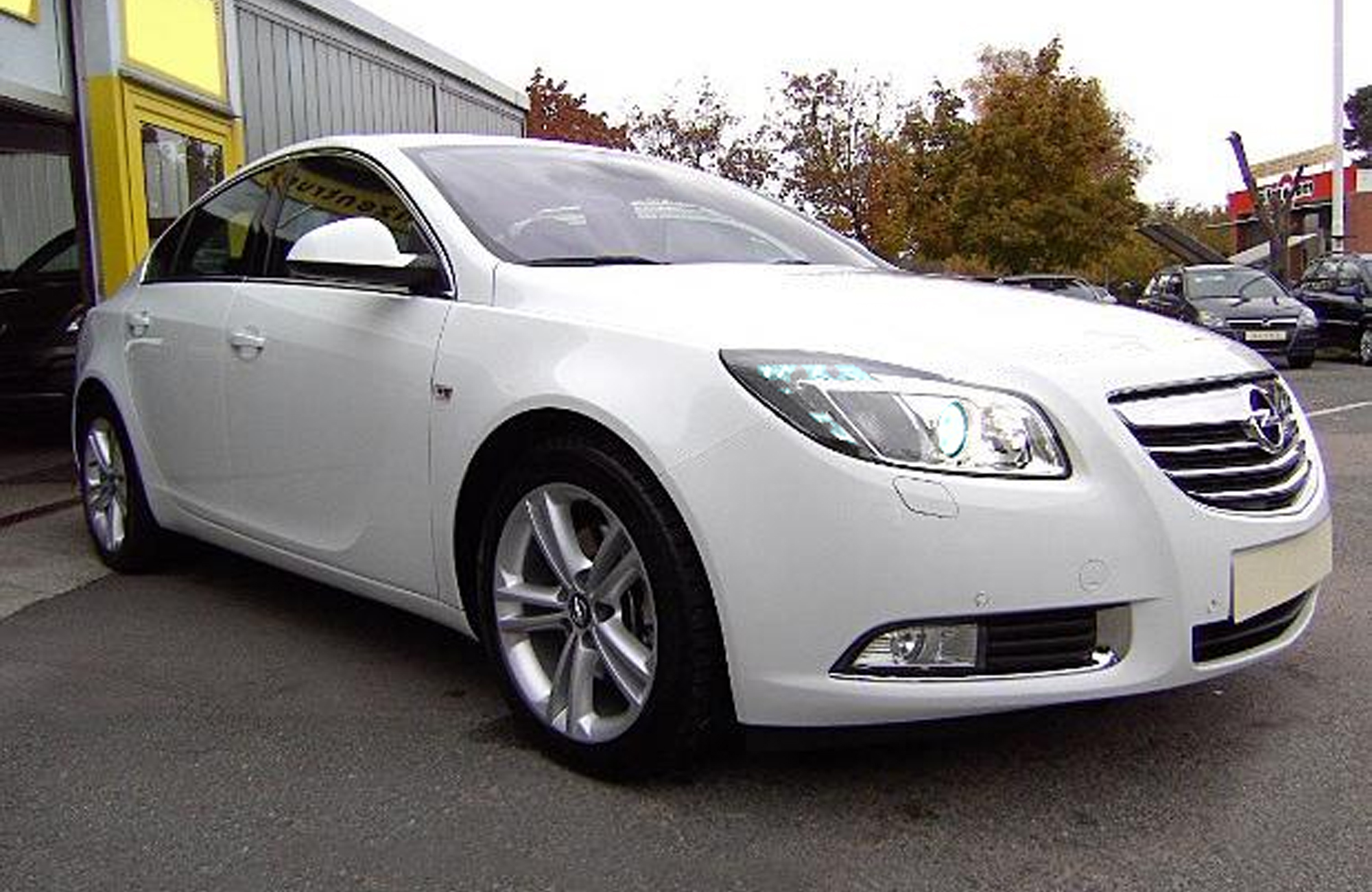
Opel Insignia Sedan 4 Portas
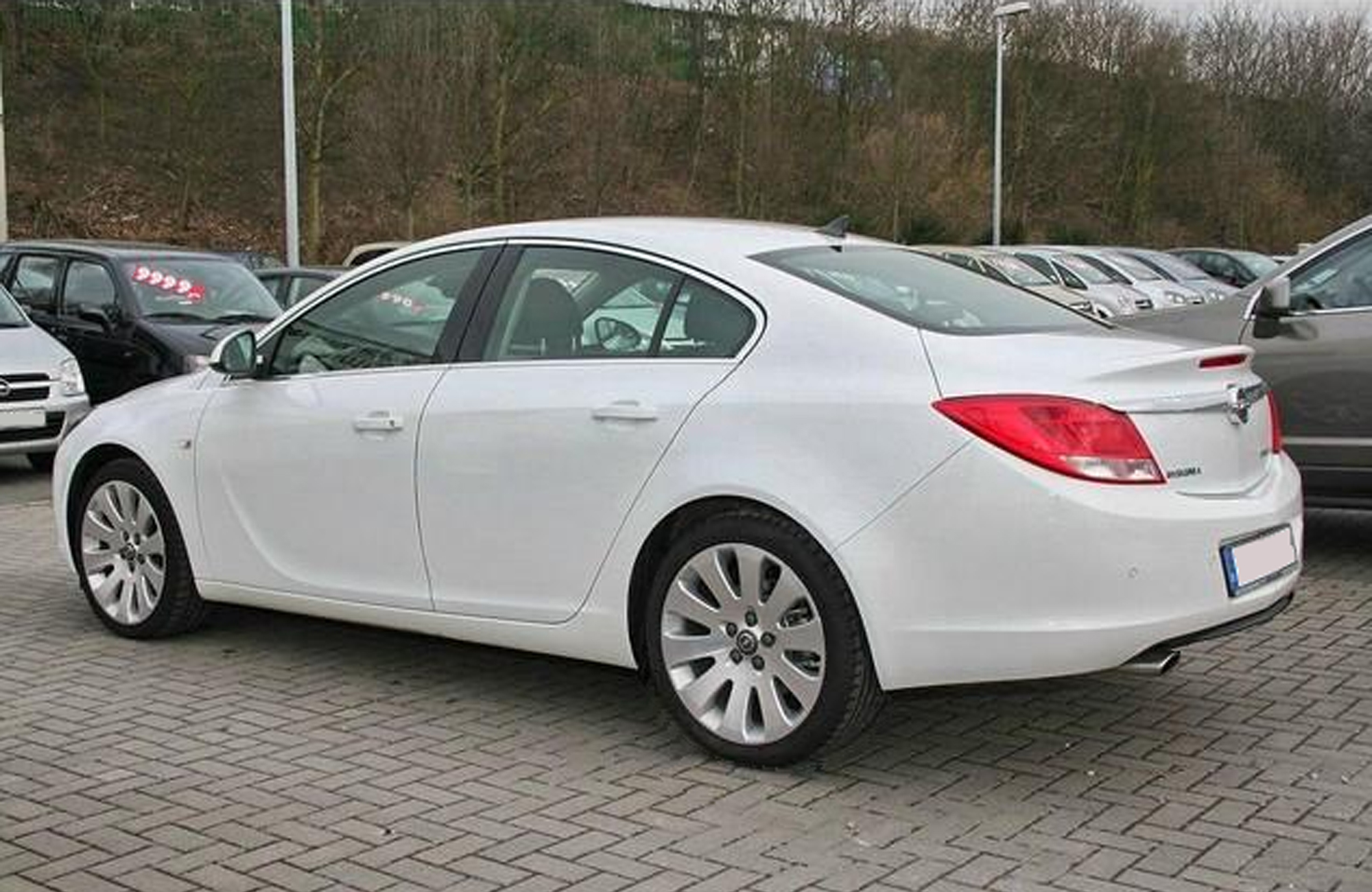
Opel Insignia Sedan 4 Portas
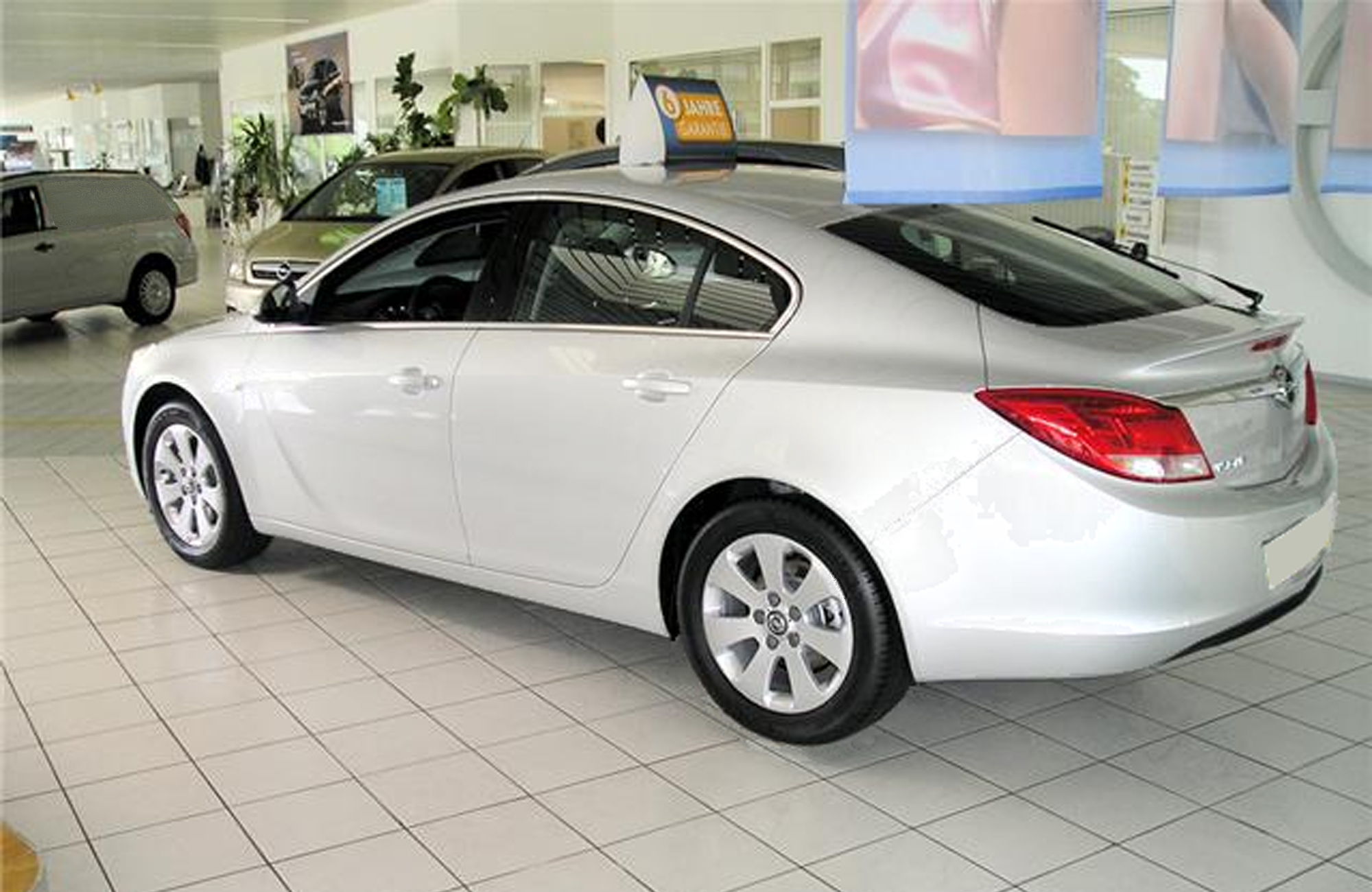
Opel Insignia Liftback 5 Portas
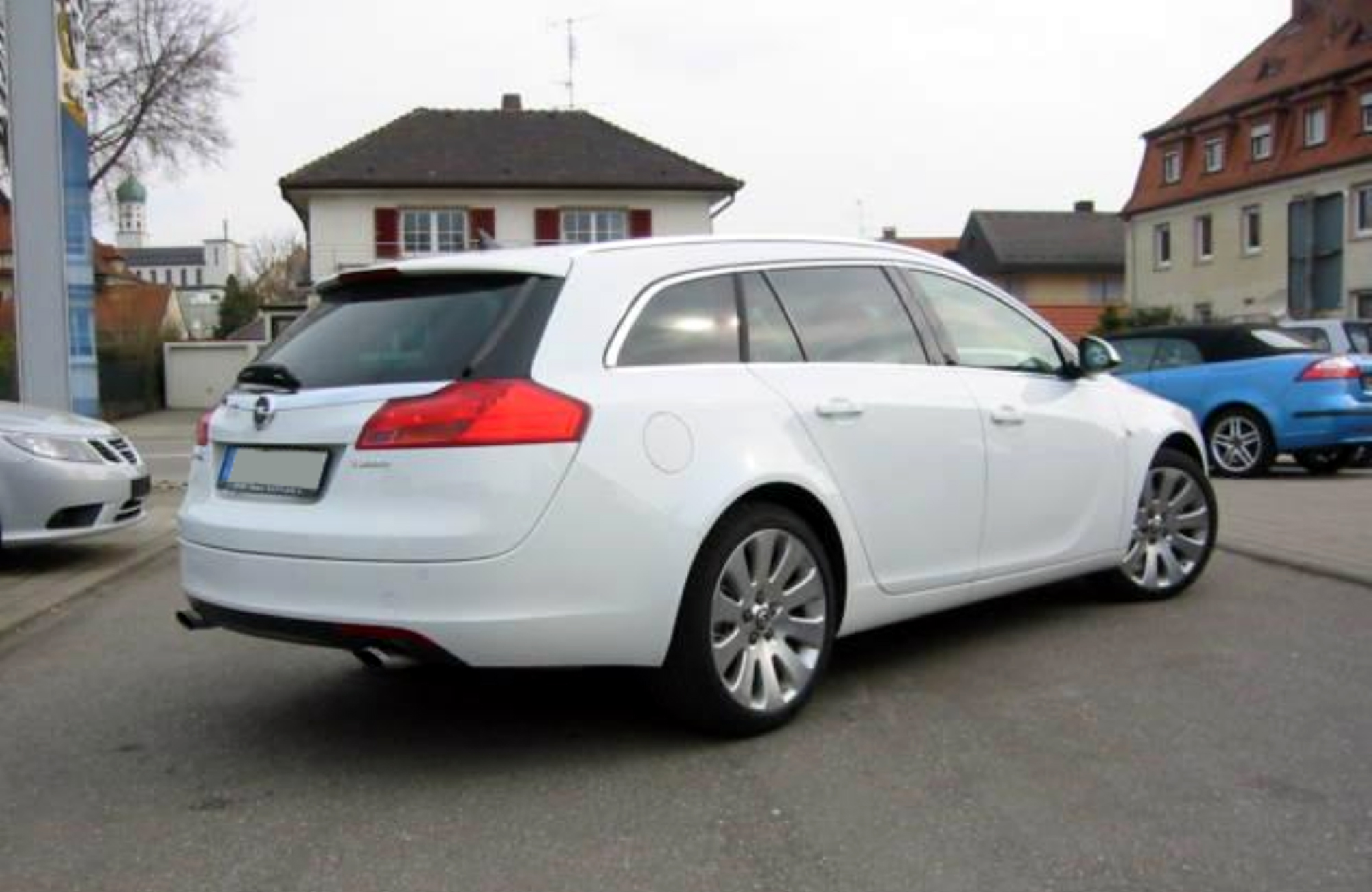
Opel Insignia Sports Tourer 5 Portas
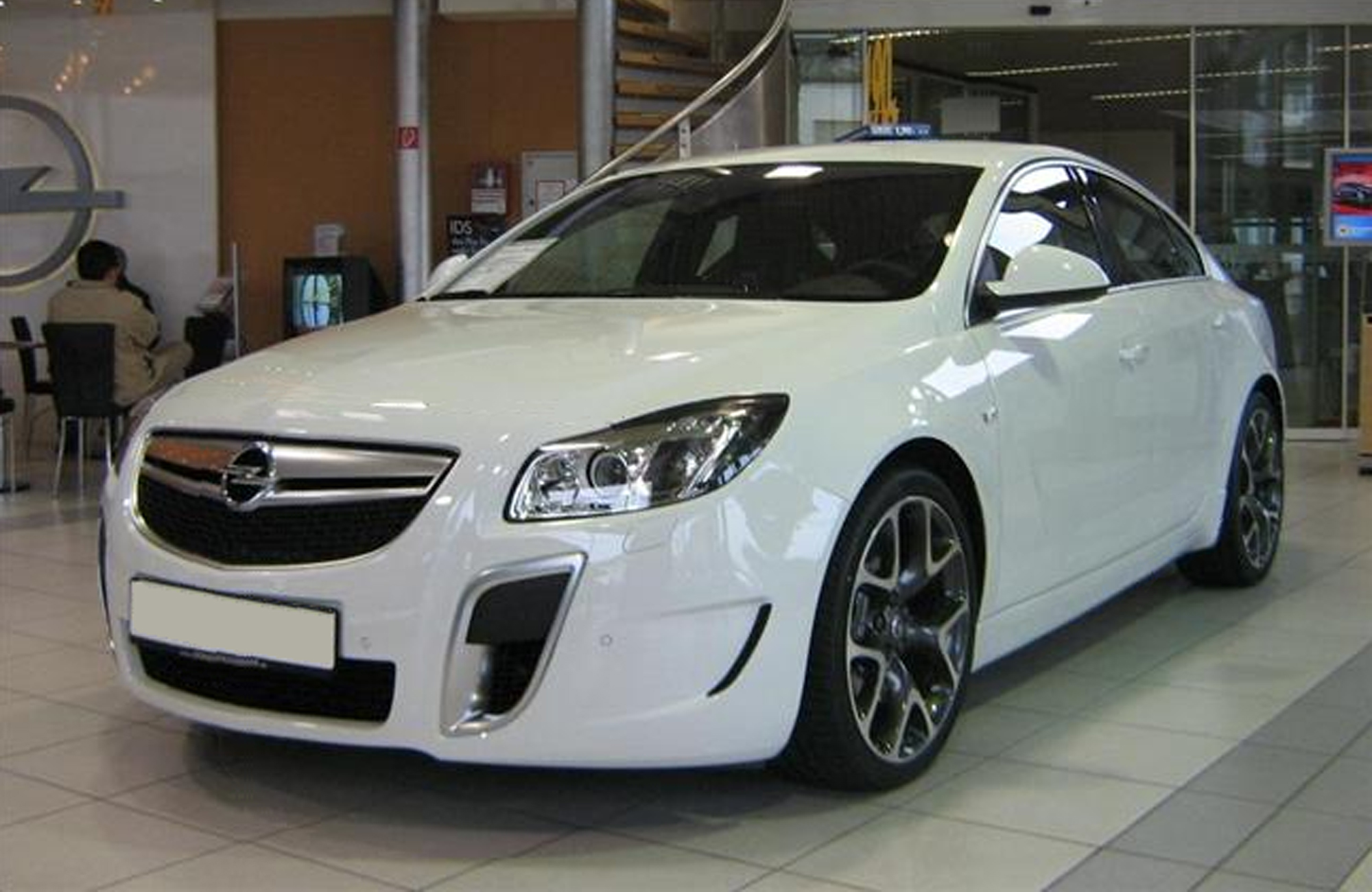
Opel Insignia OPC 4 Portas
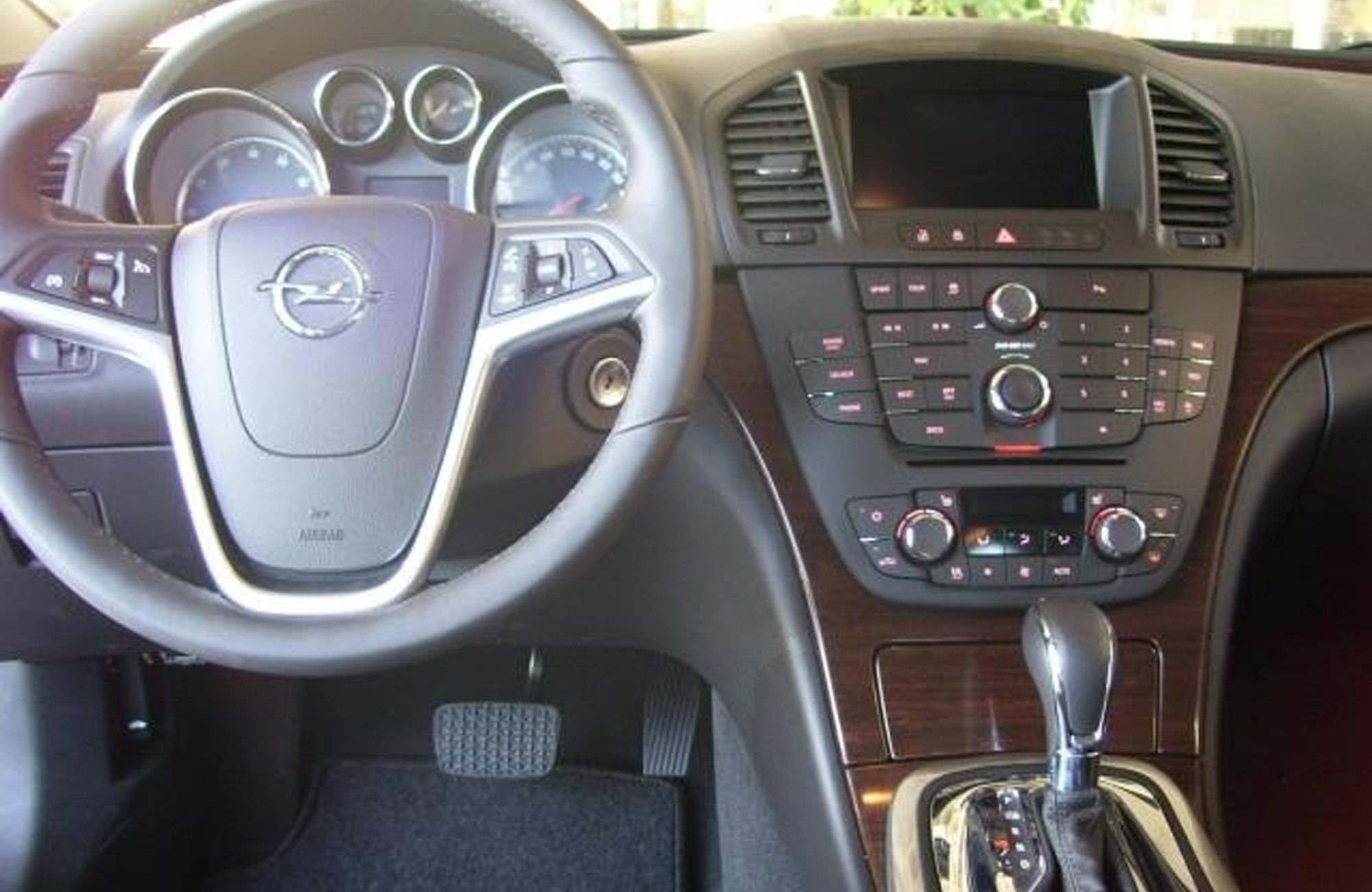
Opel Insignia Cosmo Interior